# Schweizer Filme der 1960er Jahre
Die Liste der Schweizer Filme der 1960er Jahre enthält Kinolangfilme mit reiner Spielfilmhandlung.

## Filmografie
- 1960: Wenn d’Fraue wähle
- 1960: HD-Soldat Läppli
- 1960: Der Herr mit der schwarzen Melone
- 1960: Anne Bäbi Jowäger – I. Teil: Wie Jakobli zu einer Frau kommt
- 1960: Der Teufel hat gut lachen
- 1960: Wilhelm Tell
- 1960: An heiligen Wassern
- 1961: Anne Bäbi Jowäger – II. Teil: Jakobli und Meyeli
- 1961: Die Gejagten
- 1961: Die Ehe des Herrn Mississippi
- 1961: Die Schatten werden länger
- 1961: Musik ist Trumpf
- 1961: Rosen auf Pump
- 1961: Chikita
- 1961: Demokrat Läppli
- 1962: Seelische Grausamkeit
- 1962: Es Dach überem Chopf
- 1962: Wie Anne Bäbi Jowäger haushaltet und wie es ihm mit dem Doktern geht
- 1962: Sonne, Meer und nackte Menschen
- 1962: Der 42. Himmel
- 1962: Schneewittchen und die sieben Gaukler
- 1963: Im Parterre links
- 1963: Eine Nachtlang am Lago Maggiore
- 1963: Niklaus von Flüe – Pacem in terris
- 1964: Geld und Geist
- 1965: Diamantenbillard
- 1965: Die Oben-Ohne Story
- 1966: Polizist Wäckerli in Gefahr
- 1967: L’Inconnu de Shandigor
- 1967: Bonditis
- 1967: La Lune avec les dents
- 1968: Unruhige Töchter
- 1968: … und noch nicht sechzehn
- 1968: Quatre d’entre elles
- 1968: Hinterhöfe der Liebe
- 1968: Le Président de Viouc
- 1968: Haschich
- 1968: Die Nichten der Frau Oberst
- 1968: Eugen heisst wohlgeboren
- 1968: Die sechs Kummerbuben
- 1968: Sommersprossen
- 1968: L’Oeil bleu
- 1968: L’Impasse
- 1969: Weisse Haut auf schwarzem Markt
- 1969: Die Nichten der Frau Oberst – 2. Teil
- 1969: Nackter Norden
- 1969: Somnifia
- 1969: La Pomme
- 1969: Vive la mort
- 1969: Les Vieilles lunes
- 1969: Swissmade
- 1969: Charles – tot oder lebendig
- 1969: Bitte nicht mit mir...
- 1969: Die Neffen des Herrn General
- 1969: Champagner für Zimmer 17
- 1969: La Bataillère
- 1969: Charleys Tante nackt